# Nguyễn Thị Tính
Nguyễn Thị Tính (chữ Hán: 阮氏姓; ? – ?), phong hiệu Cửu giai Tài nhân (九階才人), là một thứ phi của vua Minh Mạng nhà Nguyễn trong lịch sử Việt Nam.

## Tiểu sử
Tài nhân Nguyễn Thị Tính nguyên quán ở Quảng Trị, là con gái của Tham tri bộ Binh Nguyễn Công Tiệp. Sử sách không ghi lại năm sinh, năm mất cũng như thời gian bà Tính vào hầu vua Minh Mạng.
Mộ của bà Tài nhân hiện tọa lạc trên đường Long Thọ, phường Thủy Biều, Huế. Theo dòng lạc khoản đề trên bia mộ, "Tiền triều Tài nhân Nguyễn Công thị, thụy Thục Thuận chi mộ", có thể đoán rằng, bà Tính mất vào khoảng thời vua Tự Đức, được ban thụy là Thục Thuận (淑順).

## Hậu duệ
Tài nhân Nguyễn Thị Tính chỉ sinh cho vua Minh Mạng một hoàng tử, là Hải Quốc công Nguyễn Phúc Miên Tằng (27 tháng 10 năm 1828 – 16 tháng 4 năm 1896), người con trai thứ 42 của vua. Quốc công Miên Tằng là người tinh thông kinh sử, tính tình phóng khoáng, lối sống thanh đạm, thường quên mình là bậc vương công. Lúc vua Dục Đức bị hai ông Nguyễn Văn Tường và Tôn Thất Thuyết phế bỏ, ông nghĩ mình thân với vua nên sợ bị vạ lây, bèn dẫn gia quyến đến cửa Thuận An nương nhờ người Pháp, bị họ trả về. Miên Tằng bị giáng làm Kỳ ngoại hầu, đưa đi an trí ở Bình Định, sau mới được khai phục làm Quận công.
Các công tử con của quốc công Miên Tằng vì tội can gián nên bị giáng làm Tôn thất, sau được vua Đồng Khánh cho khai phục tông tịch.